# Большая Пижанка
 Большая Пижанка  — деревня в Пижанском муниципальном округе Кировской области.

## География
Расположена на расстоянии примерно 2 км по прямой на юг от райцентра поселка Пижанка.

## История
Известна с 1873 года как деревня Пижанка, где дворов 56 и жителей 370, в 1905 (уже Большая Пижанка) 39 и 229, в 1926 57 и 259 (все мари), в 1950 44 и 154, в 1989 году 63 жителя. До 2020 года входила в состав Пижанского городского поселения до его упразднения.

## Население
Постоянное население составляло 30 человек (мари 100%) в 2002 году, 28 в 2010.